# كلاوت (إيطاليا)

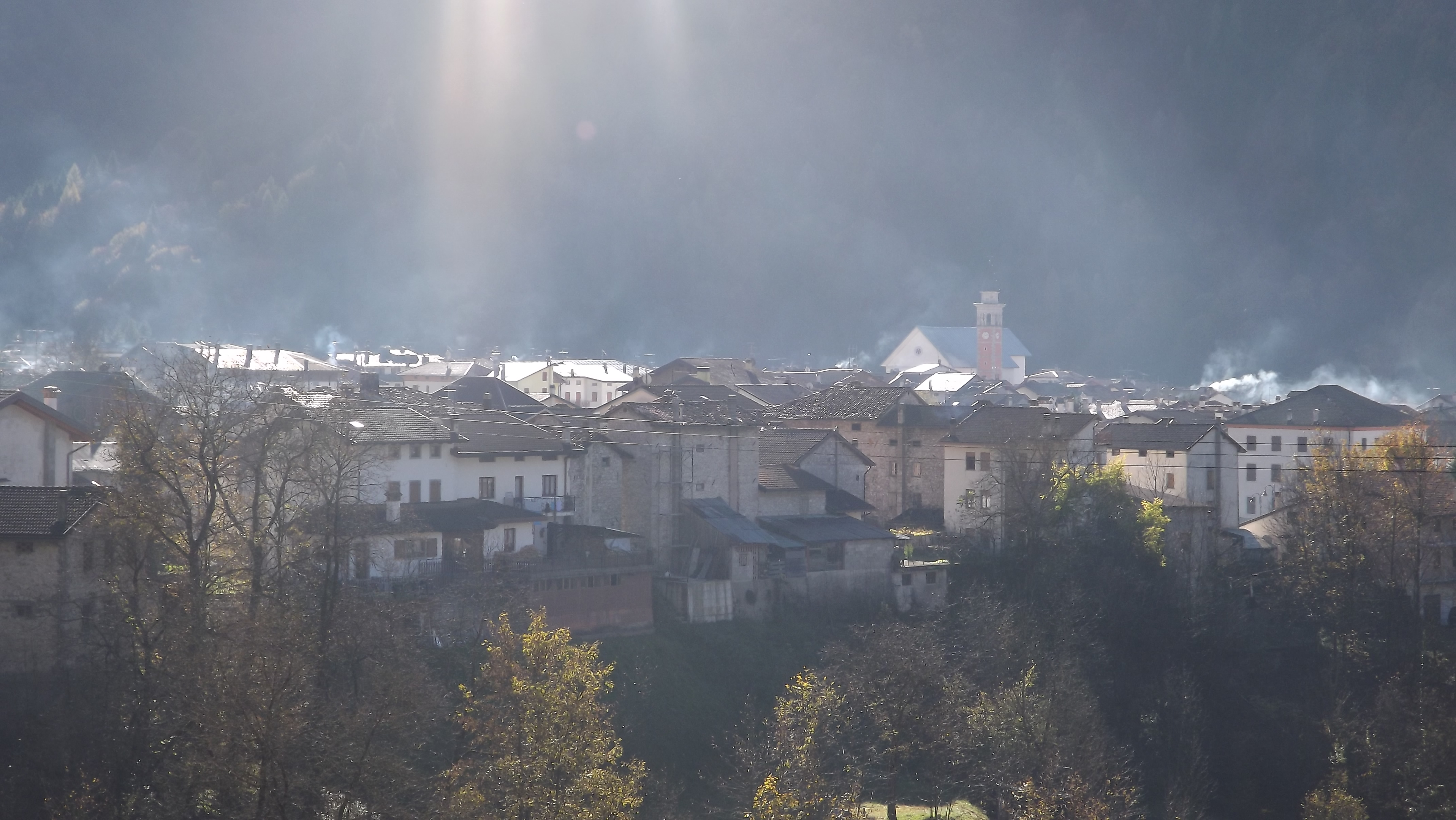
المدينة

كلاَوت (بالفريولية الغربية: Cjolt) هي كومونا (بلدية) في مقاطعة بوردينوني في المنطقة الإيطالية فريولي فينيتسيا جوليا، وتقع على بعد حوالي 120 كيلومترا (75 ميل) شمال غرب تريست، وحوالي 35 كيلومترا (22 ميل) شمال غرب بوردينوني.
وتقع كلاَوت على حدود البلديات التالية: بارسيس، وكيز دالباجو، وسيمولايس، وإرتو إي كاسو، وفورني دي سوبرا، وفورني دي سوتو، وفريسانكو، وبيفي دالباجو، وترامونتي دي سوبرا.

## الناس
- داريو جرافا
- روجر جرافا

## روابط خارجية
- الموقع الرسمي